# Belmont (Haute-Marne)
Pour les articles homonymes, voir Belmont.
Belmont est une commune française située dans le département de la Haute-Marne, en région Grand Est.

### Localisation

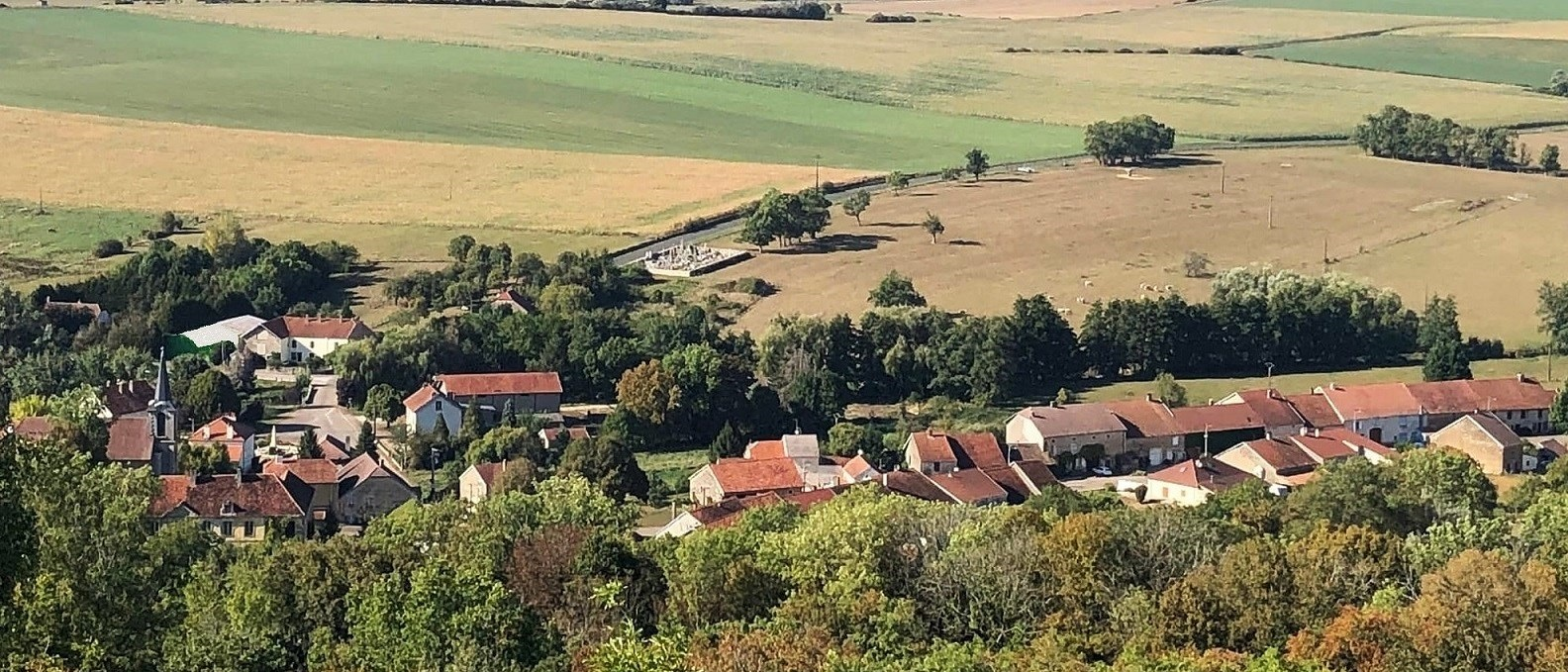
Vue générale

## Géographie

### Hydrographie
La commune est dans le bassin versant de la Saône au sein du bassin Rhône-Méditerranée-Corse. Elle est drainée par le Salon et le ruisseau du Fayl.
Le Salon, d'une longueur de 72 km, prend sa source dans la commune de Culmont et se jette  dans la Saône à Autet, après avoir traversé 17 communes. 

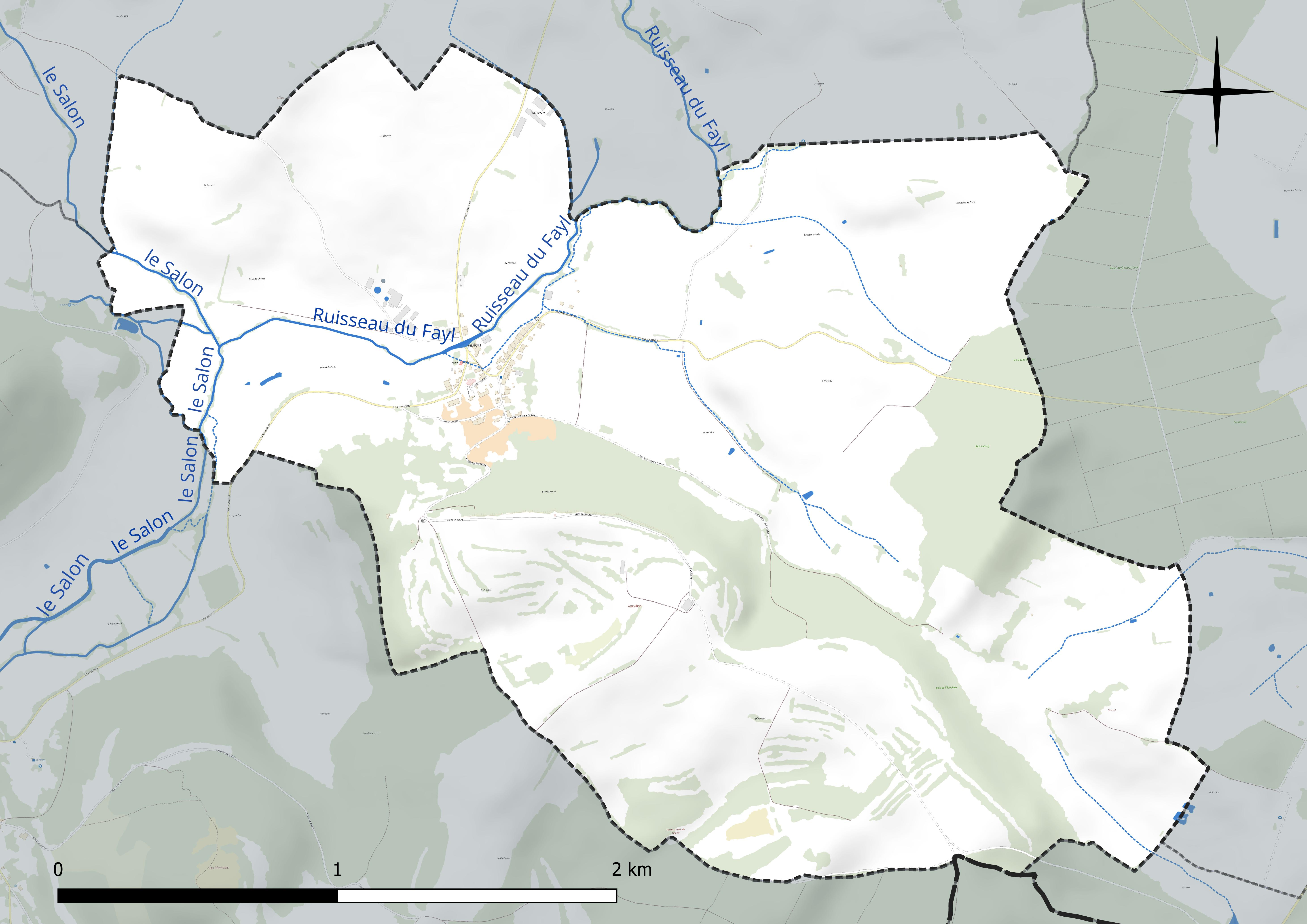
Réseau hydrographique de Belmont.

Le ruisseau du Fayl, d'une longueur de 15 km, prend sa source dans la commune de Fayl-Billot et se jette  dans le Salon sur la commune, après avoir traversé trois communes. 

### Climat
Pour des articles plus généraux, voir Climat du Grand Est et Climat de la Haute-Marne.
En 2010, le climat de la commune est de type climat des marges montargnardes, selon une étude du Centre national de la recherche scientifique s'appuyant sur une série de données couvrant la période 1971-2000. En 2020, Météo-France publie une typologie des climats de la France métropolitaine dans laquelle la commune est exposée à un climat océanique altéré et est dans la région climatique  Lorraine, plateau de Langres, Morvan, caractérisée par un hiver rude (1,5 °C), des vents modérés et des brouillards fréquents en automne et hiver. 
Pour la période 1971-2000, la température annuelle moyenne est de 10 °C, avec une amplitude thermique annuelle de 16,9 °C. Le cumul annuel moyen de précipitations est de 957 mm, avec 13,2 jours de précipitations en janvier et 9,2 jours en juillet. Pour la période 1991-2020, la température moyenne annuelle observée sur la station météorologique de Météo-France la plus proche, « Coublanc », sur la commune de Coublanc à 7 km à vol d'oiseau, est de 10,9 °C et le cumul annuel moyen de précipitations est de 926,7 mm. 
La température maximale relevée sur cette station est de 41 °C, atteinte le 25 juillet 2019 ; la température minimale est de −26 °C, atteinte le 9 janvier 1985,,. 
Les paramètres climatiques de la commune ont été estimés pour le milieu du siècle (2041-2070) selon différents scénarios d'émission de gaz à effet de serre à partir des nouvelles projections climatiques de référence DRIAS-2020. Ils sont consultables sur un site dédié publié par Météo-France en novembre 2022.

## Urbanisme

### Typologie
Au 1er janvier 2024, Belmont est catégorisée commune rurale à habitat très dispersé, selon la nouvelle grille communale de densité à sept niveaux définie par l'Insee en 2022.
Elle est située hors unité urbaine. Par ailleurs la commune fait partie de l'aire d'attraction de Langres, dont elle est une commune de la couronne,. Cette aire, qui regroupe 77 communes, est catégorisée dans les aires de moins de 50 000 habitants,.

### Occupation des sols
L'occupation des sols de la commune, telle qu'elle ressort de la base de données européenne d’occupation biophysique des sols Corine Land Cover (CLC), est marquée par l'importance des territoires agricoles (82,5 % en 2018), une proportion identique à celle de 1990 (82,5 %). La répartition détaillée en 2018 est la suivante : 
prairies (56,1 %), terres arables (19,3 %), forêts (17,5 %), zones agricoles hétérogènes (7,1 %). L'évolution de l’occupation des sols de la commune et de ses infrastructures peut être observée sur les différentes représentations cartographiques du territoire : la carte de Cassini (XVIIIe siècle), la carte d'état-major (1820-1866) et les cartes ou photos aériennes de l'IGN pour la période actuelle (1950 à aujourd'hui).

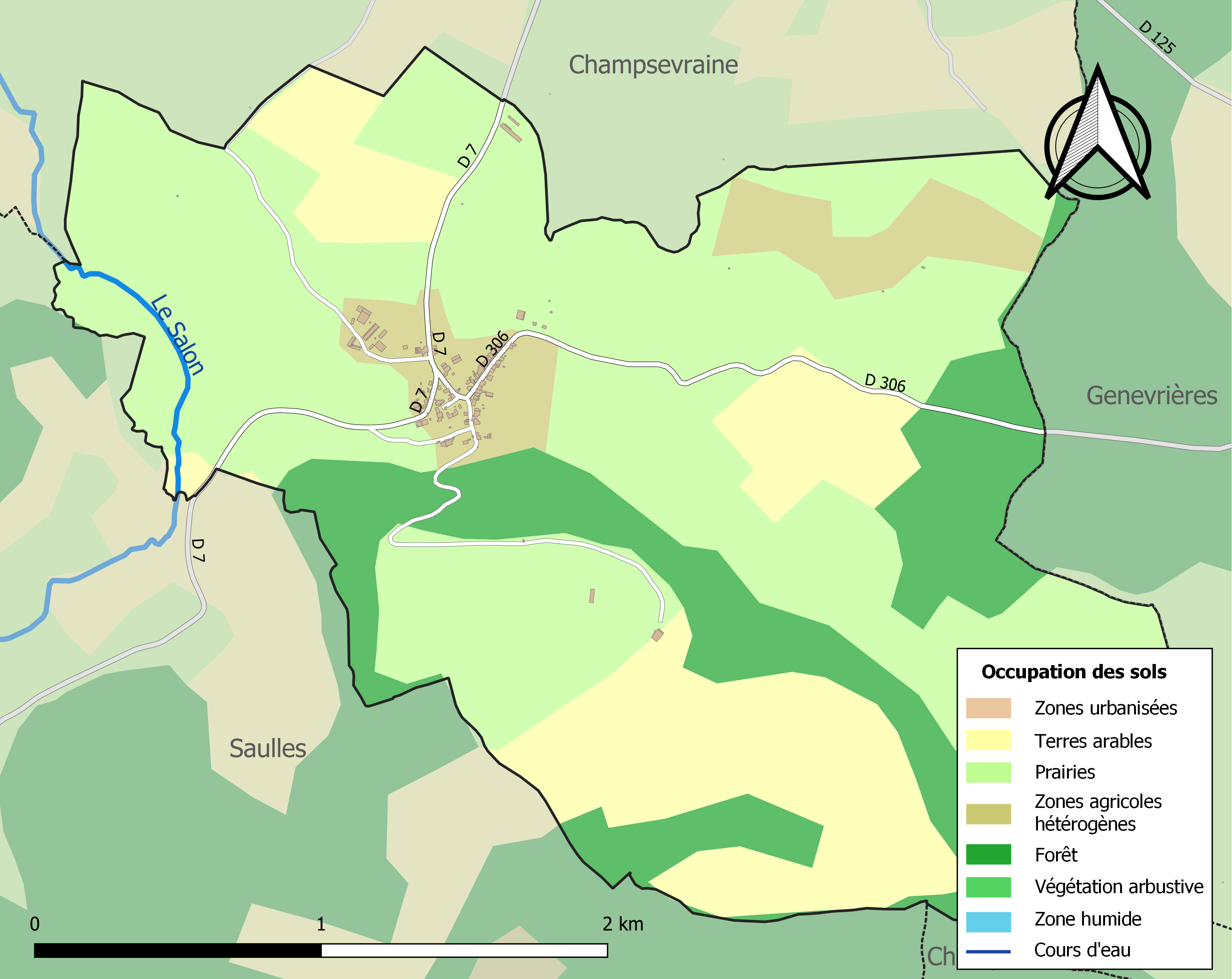
Carte des infrastructures et de l'occupation des sols de la commune en 2018 (CLC).

## Toponymie
Le nom de la localité est attesté sous les formes Biaulmont (vers 1124) ; Bellus Mons (1147) ; Beata Maria de Pulchro Monte (1226) ; Belmont (1307) ; Belmont-les-Nonains (xive siècle) ; Belmont-les-Dames (1530) ; Bémond (1770).

Il s'agit d'une formation toponymique de signification apparente, basée sur l'ancien français bel « beau » et mont « hauteur, colline », comme tous les autres Belmont, équivalent du type  toponymique Beaumont.

## Histoire
L'abbaye qui se trouve au cœur du village était autrefois habitée par des sœurs bernardines.

## Politique et administration

### Liste des maires
| Période                                  | Période    | Identité           | Étiquette | Qualité |
| ---------------------------------------- | ---------- | ------------------ | --------- | ------- |
| Les données manquantes sont à compléter. |            |                    |           |         |
| mars 1971                                | mars 2001  | Auguste Daubrive   |           |         |
| mars 2001                                | mars 2008  | Alain Noblet       |           |         |
| mars 2008                                | mars 2009  | André Desmarescaux |           |         |
| mars 2009                                | avril 2014 | Armelle Batteault  |           |         |
| avril 2014                               | En cours   | Michel Allix       |           |         |

## Population et société

### Démographie
L'évolution du nombre d'habitants est connue à travers les recensements de la population effectués dans la commune depuis 1831. Pour les communes de moins de 10 000 habitants, une enquête de recensement portant sur toute la population est réalisée tous les cinq ans, les populations de référence des années intermédiaires étant quant à elles estimées par interpolation ou extrapolation. Pour la commune, le premier recensement exhaustif entrant dans le cadre du nouveau dispositif a été réalisé en 2006.

En 2022, la commune comptait 48 habitants, en évolution de −15,79 % par rapport à 2016 (Haute-Marne : −4,62 %, France hors Mayotte : +2,11 %).
| 1831 | 1841 | 1846 | 1851 | 1856 | 1861 | 1866 | 1872 | 1876 |
| ---- | ---- | ---- | ---- | ---- | ---- | ---- | ---- | ---- |
| 400  | 361  | 357  | 357  | 312  | 307  | 292  | 293  | 270  |

| 1881 | 1886 | 1891 | 1896 | 1901 | 1906 | 1911 | 1921 | 1926 |
| ---- | ---- | ---- | ---- | ---- | ---- | ---- | ---- | ---- |
| 257  | 242  | 229  | 220  | 213  | 213  | 202  | 195  | 170  |

| 1931 | 1936 | 1946 | 1954 | 1962 | 1968 | 1975 | 1982 | 1990 |
| ---- | ---- | ---- | ---- | ---- | ---- | ---- | ---- | ---- |
| 155  | 151  | 116  | 120  | 95   | 95   | 83   | 59   | 59   |

| 1999 | 2006 | 2011 | 2016 | 2021 | 2022 | - | - | - |
| ---- | ---- | ---- | ---- | ---- | ---- | - | - | - |
| 47   | 54   | 46   | 57   | 51   | 48   | - | - | - |

## Culture locale et patrimoine

### Lieux et monuments
- Abbaye de Belmont, abbaye cistercienne fondée en 1127, inscrite au titre des Monuments historiques le 26 juillet 2004[22].